# Julius Leopold von Caprivi
Julius Leopold von Caprivi (né le 29 août 1695 à Landau, Silésie - mort le 8 novembre 1768 à Wernigerode) est un archiviste, un historien et un poète religieux allemand.

## Biographie
Fils d'un colonel impérial russe propriétaire d'un domaine à Landau, Julius Leopold von Caprivi est tout d'abord conseiller auprès du comte Christoph Friedrich zu Stolberg à Stolberg. Il doit quitter son poste en 1732 étant donné que le comte interdit les rassemblements de son groupe piétiste à Stolberg et accuse en outre Caprivi de tromperie et d'hérésie. Il entre alors comme conseiller, archiviste et chancelier au service du comte Christian Ernst zu Stolberg-Wernigerode. C'est à ce poste qu'il rédige de nombreux manuscrits sur l'histoire du comté de Wernigerode et sur les comtes de Stolberg. Ces écrits, parmi lesquels se trouvent également plusieurs cantiques, se trouvent aujourd'hui aux archives régionales de Saxe-Anhalt. Le 24 octobre 1750, il est nommé chancelier après avoir été nommé directeur de la chancellerie en 1746. Son fils Christian Friedrich von Caprivi (1743–1821) est nommé enseigne du régiment de Tettenborn grâce à l'entremise du comte Christian Friedrich zu Stolberg-Wernigerode en avril 1763.